# آرشي وير
آرشي وير (بالإنجليزية: Archie Ware)‏ هو لاعب كرة قاعدة أمريكي، ولد في 19 يونيو 1918 في غرينفيل في الولايات المتحدة، وتوفي في 13 ديسمبر 1990 في لوس أنجلوس في الولايات المتحدة.